# MIKA NAKASHIMA CONCERT TOUR 2015 “THE BEST” DEARS & TEARS
『MIKA NAKASHIMA CONCERT TOUR 2015 “THE BEST” DEARS & TEARS』(ミカ・ナカシマ・コンサート・ツアー・2015・ザ・ベスト・ディアーズ・アンド・ティアーズ)は中島美嘉のライヴ映像。

## 解説
ベスト・アルバム『DEARS』及び『DEARS』を引っ提げた全国ツアーより、最終日である6月9日に行われたBunkamuraオーチャードホール公演の模様を収録されている。
初回仕様のみ三方背スリーブケース。

## 収録曲 (DVD/Blu-ray共通)
1. CANDY GIRL
2. 雪の華
3. 愛詞 (あいことば)
4. メドレー
  - LOVE IS ECSTASY
  - 初恋
  - GLAMOROUS SKY
  - 一色
  - 見えない星
  - LIFE
  - Over Load
  - STARS
5. ALWAYS
6. WILL
7. ORION
8. Dear
9. ひとり
10. 明日世界が終わるなら
11. 声
12. I DON'T KNOW
13. PASSION
14. SHUT UP
15. Fed up
16. ALL HANDS TOGETHER
17. 桜色舞うころ
18. 僕が死のうと思ったのは
19. AMAZING GRACE
20. A MIRACLE FOR YOU